# کتاب بوبا فت
کتاب بوبا فت (انگلیسی: The Book of Boba Fett) یک مجموعهٔ تلویزیونی آمریکایی در ژانر وسترن فضایی است که توسط جان فاورو برای سرویس استریمینگ دیزنی پلاس ساخته شده‌است. این مجموعه بخشی از فرنچایز جنگ ستارگان و اسپین‌آفی از مجموعهٔ تلویزیونی مندلورین با حضور شکارچی جایزه‌بگیری به‌نام بوبا فت است که در سایر رسانه‌های مرتبط به جنگ ستارگان نیز حضور داشته‌است. داستان این مجموعهٔ در کنار اسپین‌آف دیگری از مندلورین با عنوان آسوکا و همچنین رویدادهای بعد از بازگشت جدای (۱۹۸۳) جریان دارد.
تمورا موریسون نقش بوبا فت را ایفا می‌کند و در کنارش مینگ-نا ون در نقش فنک شند و پدرو پاسکال در نقش دین جارین / مندلورین حضور دارند. این نقش‌ها در مندلورین و سایر رسانه‌های قبلی و مرتبط با جنگ ستارگان حضور داشته‌اند. چندین تلاش در زمینهٔ ساخت یک فیلم وابسته به خود از دنیای جنگ ستارگان با محوریت شخصیت بوبا فت صورت گرفت ولی در نهایت لوکاس‌فیلم شروع به اولویت‌بندی ساخت مجموعه‌های استریمینگ خود مانند مندلورین کرد. در فصل دوم مندلورین، تمورا موریسون در نقش فت در کنار مینگ-نا ون ظاهر شد و برای نخستین بار در نوامبر ۲۰۲۰ ساخت بالقوه یک مجموعهٔ برای این شخصیت گزارش شد. ساخت کتاب بوبا فت با بازی موریسون و ون به‌طور رسمی در دسامبر ۲۰۲۰ اعلام شد. مراحل فیلم‌برداری از آن زمان آغاز شده بود و تا ژوئن ۲۰۲۱ ادامه داشت.
کتاب بوبا فت در ۲۹ دسامبر ۲۰۲۱ به نمایش درآمد و تا ۹ فوریهٔ ۲۰۲۲ در هفت قسمت پخش شد. این مجموعه با نقدهای مثبتی از سوی منتقدان همراه بوده‌است.

## خلاصهٔ داستان
بوبا فت و فنک شند در تلاش هستند تا با تصرف قلمرویی که زمانی توسط جابای هات اداره می‌شد، در دنیای تبهکاران کهکشان برای خودشان به نام و مقامی دست یابند.

## بازیگران و شخصیت‌ها

### اصلی
- تمورا موریسون در نقش بوبا فت:
 سردستهٔ جنایتکاران، قبلاً جایزه‌بگیر و فرزند جانگو فت.[۳] موریسون گفت این مجموعه فرصتی بود برای کشف گذشتهٔ کاراکتر و نشان‌دادن آنچه که برای او بین رویدادهای بازگشت جدای (۱۹۸۳) و فصل دوم مجموعهٔ مندلورین (۲۰۲۰) اتفاق افتاده‌است.[۴] دنیل لوگان از طریق تصاویر آرشیوی جنگ ستارگان: قسمت دوم – حمله کلون‌ها (۲۰۰۲) در نقش جوانی فت ظاهر شد.[۵]
- مینگ-نا ون در نقش فنک شند: یک مزدور و قاتل نخبه و کمک‌کار فت.[۳]
- پدرو پاسکال در نقش دین جارین / مندلورین: یک شکارچی جایزه‌بگیر از مندلورین‌ها که قبلا فت و شند به او کمک کرده بودند.[۶]

### سایر
- مت بری در نقش صدای 8D8، یک دروید شکنجه‌کن و کمک‌کار فت.[۷][۸]
- دیوید پاسکیسی در نقش Twi'lek، ناظر موس اسپا در تاتویین.[۸]
- جنیفر بیلز در نقش گارسا فویپ، یک Twi'lek که میخانه‌ای در موس اسپا به نام سنکچیوری را اداره می‌کند.[۸]
- کری جونز در نقش کرسنتان: یک ووکی و شکارچی جایزه‌بگیر و گلادیاتور سابق که قبل از استخدام توسط فت برای دوقلوهای هات، پسرعموهای جابای کار می‌کرد.[۹]

علاوه بر این، کارگردان رابرت رودریگز صداپیشگی رهبر تراندوشان داک استراسی را بر عهده دارد که توسط استفان اویونگ به صورت فیزیکی به تصویر کشیده شده‌است. سوفی تاچر برای یک نقش نامعلوم انتخاب شده‌است.

## قسمت‌ها
| شم. | عنوان                            | کارگردان           | نویسنده                | تاریخ پخش اصلی |
| --- | -------------------------------- | ------------------ | ---------------------- | -------------- |
| ۱   | «بخش ۱: غریبه‌ای در سرزمینی غریب» | رابرت رودریگز      | جان فاورو              | ۲۹ دسامبر ۲۰۲۱ |
| ۲   | «بخش ۲: قبایل تاتوئین»           | Steph Green        | جان فاورو              | ۵ ژانویه ۲۰۲۲  |
| ۳   | «بخش ۳: خیابان‌های موس اسپا»      | رابرت رودریگز      | جان فاورو              | ۱۲ ژانویه ۲۰۲۲ |
| ۴   | «بخش ۴: فراخوان طوفان»           | Kevin Tancharoen   | جان فاورو              | ۱۹ ژانویه ۲۰۲۲ |
| ۵   | «بخش ۵: بازگشت مندلورین»         | برایس دالاس هاوارد | جان فاورو              | ۲۶ ژانویه ۲۰۲۲ |
| ۶   | «بخش ۶: غریبه‌ای از صحرا می‌آید»   | دیو فیلونی         | جان فاورو و دیو فیلونی | ۲ فوریه ۲۰۲۲   |
| ۷   | «بخش ۷: به نام افتخار»           | رابرت رودریگز      | جان فاورو              | ۹ فوریه ۲۰۲۲   |

## تولید
مدیر عامل شرکت دیزنی ، باب ایگر، از توسعه چندین فیلم مستقل اسپین‌آف جنگ ستارگان در فوریه ۲۰۱۳ خبر داد. گزارش شده‌است که یکی از آنها شخصیت شکارچی جایزه بگیر، بوبا فت بود یا بین جنگ ستارگان (۱۹۷۷) و امپراتوری ضربه می‌زند (۱۹۸۰) یا بازگشت جدای (۱۹۸۳) اتفاق می‌افتد. همچنین گفته شده‌است که این فیلم در جستجوی سایر شکارچیان جایزه بگیر است که در امپراتوری ضربه‌می‌زند به چشم می‌خورد. در اوایل سال ۲۰۱۴، سیمون کینبرگ در مورد ساخت یک فیلم جنگ ستارگان به جاش ترانک، کارگردان سینما مراجعه کرد و ترانک برای یک فیلم بوبا فت به لوکاس فیلم تهیه‌کننده فیلم جنگ ستارگان زمین بازی داد. او برای کارگردانی در ماه ژوئن استخدام شد. قرار بود ترانک این فیلم را در آوریل ۲۰۱۵ در جشن جنگ ستارگان آناهیم اعلام کند و همچنین تیزر تبلیغاتی این پروژه را فاش کند اما در آخرین لحظه این خبر لغو شد پس از آنکه لوکاس فیلم از ساخت مشکل در فیلم چهارگانه خارق‌العاده ترانک مطلع شد (۲۰۱۵) در مه ۲۰۱۵، ترانک دیگر روی فیلم کار نمی‌کرد. یک فیلم بوبا فت از اوت ۲۰۱۷ هنوز مورد توجه لوکاس فیلم قرار گرفت، و جیمز منگولد قرار بود آن را بنویسد و کارگردانی آن را در ماه مه ۲۰۱۸ انجام دهد، با نویسندگی و تهیه کنندگی کینبرگ. به دنبال ضرر مالی فیلم سولو: داستانی از جنگ ستارگان (۲۰۱۸)، دیزنی در بازبینی فیلم جنگ ستارگان تجدید نظر کرد. تا اکتبر ۲۰۱۸، فیلم بوبا فت دیگر رو به جلو نبود و لوکاس فیلم به جای آن، مجموعه تلویزیونی مندلورین در اولویت قرار داد.
ایگر در فوریه سال ۲۰۲۰ گفت که بخش‌های مختلف فیلم مندلورین در حال بررسی است و احتمال افزودن شخصیت‌های بیشتر به سریال وجود دارد که قصد دارد سریال‌های خاص خود را به آنها بدهد. در ماه مه، تمورا موریسون قرار بود به عنوان بوبا فت در فصل دوم مندلورین ظاهر شود. موریسون، پدر بوبا، جانگو فت را در فیلم : جنگ ستارگان: قسمت دوم - حمله کلون‌ها به تصویر کشید و ادامه داد تا صدای بوبا را در رسانه‌های مختلف جنگ ستارگان ارائه دهد. قبل از اینکه درگیری موریسون در فیلم مندلورین تأیید شود، فت برای مدت کوتاهی در اپیزود فصل اول " فصل ۵: اسلحه ساز " در کنار شخصیت فنک شند، به تصویر کشیده شده توسط مینگ-نا ون ظاهر شد. موریسون قبل از معرفی کامل در " فصل ۱۴: تراژدی "، به کارگردانی رابرت رودریگز، در فصل نخست نمایش " فصل ۹: مارشال " حضور کوتاهی دارد
تصور می‌شد که در اوایل نوامبر ۲۰۲۰، تولید در فصل لوکاس فیلم رئیس‌جمهور اعلام نشده مبر، زمانی که مندلورین اسپین آف رنجرز جمهوری جدید و آسوکا اعلام شد؛ کندی گفت: کسانی که سری در درون مندلورین جدول زمانی ' وجود دارد و در یک «رویداد داستان اوج» به اوج رسیدن برنامه‌ریزی شده بود. کندی اعلام کرد که «فصل بعدی» داستان مندلورین در دسامبر ۲۰۲۱ به نمایش درخواهد آمد.

## پخش
قسمت اول کتاب بوبا فت در ۲۹ دسامبر ۲۰۲۱ در دیزنی پلاس به نمایش درآمد. این مجموعه شامل هفت قسمت بود که هر هفته پخش شد و در ۹ فوریهٔ ۲۰۲۲ به پایان رسید.